# Seleção Austríaca de Basquetebol
A Seleção Austríaca de Basquetebol é a equipe que representa a Áustria em competições internacionais da modalidade.